# Alor Kecil
Alor Kecil is een bestuurslaag in het regentschap Alor van de provincie Oost-Nusa Tenggara, Indonesië. Alor Kecil telt 1377 inwoners (volkstelling 2010).